# Psiloscelis subopaca
Psiloscelis subopaca är en skalbaggsart som först beskrevs av J. L. Leconte 1863.  Psiloscelis subopaca ingår i släktet Psiloscelis och familjen stumpbaggar. Inga underarter finns listade i Catalogue of Life.